# Officina Tipografica (costellazione)
L'Officina Tipografica (Officina Typographica in latino) era una costellazione introdotta dall'astronomo tedesco Johann Elert Bode nel suo atlante celeste Uranographia del 1801 per commemorare il 350º anniversario dell'invenzione della stampa a caratteri mobili da parte di Johann Gutenberg. Era situata in quella che oggi è la parte settentrionale della Poppa.